# Перугорриа, Хенаро
Хенаро Перугорриа (исп. Genaro Perugorría), также иногда упоминаемый как Педро Горриа (исп. Pedro Gorría, 19 сентября 1791 — 17 января 1815) — аргентинский военный XIX века.

## Биография
Фамилия «Перугорриа» — баскского происхождения. Члены этой семьи несколько веков жили в Вера-де-Бидасоа, откуда потом многие её члены эмигрировали в Америку. Одним из них был Педро Хосе Перругориа Янси, поселившийся в Корриентесе в 1780-х и женившийся там на Ане Вергаре де ла Пера. Педро Хосе был вполне успешен экономически; о его влиятельности может свидетельствовать тот факт, что он вошёл в число тех немногих, кто был в 1810 году приглашён на открытое заседание городского совета, собравшееся, чтобы поддержать Майскую революцию в Буэнос-Айресе.
19 сентября 1781 года у него родился сын, получивший имена «Хосе» (в честь отца) и «Хенаро» (в честь святого, соответствовавшего этому дню по календарю). Благосостояние отца позволило сыну отправиться в Буэнос-Айрес, чтобы получить там образование в Колледже Сан-Карлос. Семейное предание гласит, что Хенаро был в числе добровольцев, отбивавших Британские вторжения в вице-королевство Рио-де-Ла-Плата в 1806—1807 годах. Окончив колледж в 1810 году он планировал продолжить образование в университете в Чукисаке, но Майская революция изменила его планы, и он вернулся в Корриентес, чтобы попросить у отца разрешение вступить в армию.
В ноябре 1810 году он вступил в формируемую Анхелем Фернандесом Бланко дивизию Корриентеса, которая присоединилась к осаде Монтевидео. Перугорриа принял участие в нападении на остров Ратас, а в феврале 1812 года попросил отставки и вернулся в Корриентес.
По приказу губернатора Элиаса Гальвана он принял участие в отражении португальского вторжения в Миссии. Затем он стал доверенным лицом Артигаса, и в мае 1814 года был им отправлен для реорганизации правительства Корриентеса, возглавляемого в то время федералистом Хуаном Баутистой Мендесом. Перругориа созвал «Первый конгресс народа Корриентеса», и стал одним из лидеров провинции.
Разыгрывая собственную политическую комбинацию, Перугорриа предложил сотрудничество Верховному директору Посадасу, который находился в состоянии войны с Артигасом. Посадас пообещал прислать ему помощь, но так и не выполнил своего обещания.
Перугорриа распустил провинциальный Конгресс, заменив его на распущенный Мендесом совет, и сделал губернатором Фернандеса Бланко, а сам стал командующим армией. Тем временем Посадас повысил Корриентес в статусе до провинции, и присвоил Хосе Хенаро звание майора. Понятие «провинция» не означало автономии, а лишь обозначало административную единицу, подконтрольную центральному правительству.
Зная, что внутреннюю часть провинции контролируют полевые командиры, являющиеся сторонниками федералистов, Перугорриа двинулся в южную часть провинции и одержал над ними победу при Курусу-Куатия. Однако самый мощный из сторонников Артигаса — Блас Басуальдо — напал на него и преследовал практически до Саладаса. Перугоррио укрепился на ранчо Педро Диаса Колодреро, и держался там без пищи и воды 8 дней, пока 22 декабря не был вынужден сдаться.
Перугоррио был отправлен в ставку Артигаса в лагере возле Пурификасьон (недалеко от Пайсанду), где по его приказу был расстрелян 15 января 1817 года.